# Earl of Limerick

Wappen der Earls of Limerick (1803)

Earl of Limerick ist ein erblicher britischer Adelstitel, der zweimal in der Peerage of Ireland verliehen wurde.

## Verleihungen
Der Titel wurde erstmals am 2. Januar 1686 für William Dongan geschaffen. Zusammen mit der Earlswürde wurde ihm der nachgeordnete Titel Viscount Dungan, of Clane in the County of Kildare, verliehen. Die Verleihung erfolgte mit dem besonderen Zusatz, dass beide Titel in Ermangelung männlicher Nachkommen auch an seine Brüder vererbbar seien. Im selben Jahr erbte er von seinem älteren Bruder Walter den Titel 4. Baronet, of Castletown in the County of Kildare, der am 23. Oktober 1623 in der Baronetage of Ireland für einen Vorfahren geschaffen worden war. Der einzige Sohn des 1. Earls, Walter Dungan, Viscount Dungan, fiel bereits 1690 in der Schlacht am Boyne, so dass Williams Bruder Thomas Dongan, der ehemalige Gouverneur von New York, die Titel erbte. Alle drei Titel erloschen bei dessen kinderlosem Tod 14. Dezember 1715.
In zweiter Verleihung wurde der Titel am 22. Januar 1803 für Edmund Pery, 1. Viscount Limerick neu geschaffen. Er hatte bereits 1794 den Titel 2. Baron Glentworth, of Mallow, geerbt, der am 2. Juni 1790 seinem Vater William Cecil Pery, dem Bischof von Limerick, verliehen worden war. Am 29. Dezember 1800 war ihm bereits der Titel Viscount Limerick, of the City of Limerick, verliehen worden. Am 11. August 1815 wurde ihm auch der Titel Baron Foxford, of Stackpole Court in the County of Clare, verliehen, der im Gegensatz zu den vorgenannten irischen Titeln zur Peerage of the United Kingdom gehörte und mit einem Sitz im britischen House of Lords verbunden war. Der Titelerbe führt meist den erfundenen Höflichkeitstitel Viscount Glentworth. Heutiger Titelinhaber ist dessen Nachfahre Edmund Pery als 7. Earl of Limerick.

## Liste der Titelinhaber

### Dongan (auch Dungan) Baronets, of Castletown (1623)
- Sir Walter Dongan, 1. Baronet († 1626)
- Sir John Dongan, 2. Baronet († 1650)
- Sir Walter Dongan, 3. Baronet († 1686)
- Sir William Dongan, 4. Baronet (um 1630–1698) (1686 zum Earl of Limerick erhoben)

### Earls of Limerick, erste Verleihung (1686)
- William Dongan, 1. Earl of Limerick (um 1630–1698)
- Thomas Dongan, 2. Earl of Limerick (1634–1715)

### Barone Glentworth (1790)
- William Pery, 1. Baron Glentworth (1721–1794)
- Edmund Pery, 2. Baron Glentworth (1758–1844) (1803 zum Earl of Limerick erhoben)

### Earls of Limerick, zweite Verleihung (1803)
- Edmund Pery, 1. Earl of Limerick (1758–1844)
- William Pery, 2. Earl of Limerick (1812–1866)
- William Pery, 3. Earl of Limerick (1840–1896)
- William Pery, 4. Earl of Limerick (1863–1929)
- Edmond Pery, 5. Earl of Limerick (1888–1967)
- Patrick Pery, 6. Earl of Limerick (1930–2003)
- Edmund Pery, 7. Earl of Limerick (* 1963)

Titelerbe (Heir apparent) ist der Sohn des aktuellen Titelinhabers Felix Pery, Viscount Glentworth (* 1991).